# خانه شفا (صارم السلطان)
منزل شفا (صارم السلطان) مربوط به دوره قاجار است و در شیراز، بافت قدیم، محله اسحق بیگ، کوچه مسجد واقع شده و این اثر در تاریخ ۲۷ دی ۱۳۷۷ با شمارهٔ ثبت ۲۱۹۱ به‌عنوان یکی از آثار ملی ایران به ثبت رسیده است.